# Халлісте (річка)
Халлісте (ест. Halliste jõgi, рос. Халиста)  — річка в Естонії, у Вальяндімаа й Пярнумаа повітах. Ліва
притока Навесті (басейн Балтійського моря).

## Опис
Довжина річки 86 км, висота витоку річки над рівнем моря — 76 м, найкоротша відстань між витоком і гирлом — 56,97 км, коефіцієнт звивистості річки — 1,51. Площа басейну водозбору 1900 км².

## Розташування
Бере початок у селі Кивкюла. Спочатку тече переважно на північний захід через місто Карксі-Нуйа, Поллі, місто Аб'я-Полуоя, Вана-Карісте, Камалі. У національному парку Соомаа річка повертає на північний схід і у селі Аессо впадає у річку Навесті, ліву притоку Пярну.
Притоки: Кутсіку, Порнусе, Пале, Наарітса, Маімойя, Тиитсойя, Раудда (праві); Пьоогле, Куустле, Тікуті, Люютре, Ену, Тилла, Меосе (ліві).

## Іхтіофауна
У річці водиться риба: плітка звичайна, щука, головень, минь, піскарка, окунь та інші.

## Цікаві факти
- Біля витоку річку перетинає автошлях 6 (Валґа — Уулу).
- На правому березі річки у місті Карксі-Нуйа знаходяться руїни замку Карксі.
- На лівому березі річки у м. Карксі-Нуйа розташований пам'ятник естонському письменнику Кіцбергу Аугусту.[4]